# Chelannur
Chelannur es una ciudad censal situada en el distrito de Kozhikode en el estado de Kerala (India). Su población es de 40697 habitantes (2011). Se encuentra a 12 km de Kozhikode.

## Demografía
Según el censo de 2011 la población de Chelannur era de 40697 habitantes, de los cuales 19574 eran hombres y 21123 eran mujeres. Chelannur tiene una tasa media de alfabetización del 96,70%, superior a la media estatal del 94%: la alfabetización masculina es del 98,45%, y la alfabetización femenina del 95,10%.